# Dicranoloma striatulum
Dicranoloma striatulum là một loài Rêu trong họ Dicranaceae. Loài này được (Mitt.) Nog. mô tả khoa học đầu tiên năm 1986.